# Rhonda Jo Petty
Rhonda Jo Petty (North Hollywood, Califòrnia, 30 març de 1955) és una actriu porno estatunidenca membre de l'AVN Hall of Fame.

## Biografia
Petty va créixer a Chatsworth (Los Angeles), Califòrnia. El seu debut de protagonista va ser en la pel·lícula Disc Lady (1978)per la seva semblança física amb l'actriu popular i tradicional Farrah Fawcett i va agafar com a nom artístic Sarah Dawcett per sostenir aquest efecte de similitud. La seva carrera va arribar al seu punt màxim entre finals de la dècada de 1970 i la meitat de la dècada del 1980. A més de fer escenes de lesbianes sovint ha actuat en nombroses pel·lícules amb la icona del porno John Holmes; en aquell temps, un altre detall no gaire comú fou que s'afaitava les parts íntimes i sovint va participar en escenes de fist-fucking.
En la pel·lícula The Greatest Little Cathouse in Las Vegas (1982) va fer el seu debut de protagonista com la futura esposa de John Holmes, Laurie Rose, (àlies de la senyora Misty Dawn, i efectiva cònjuge de l'actor porno John Holmes) i convertint-se en una de les actrius preferides de Laurie.
Rhonda Jo Petty és una de les vint-i-cinc dones de l'època d'or (en anglès: Golden Age Of Porn) del cinema pornogràfic que són presents en un llibre de l'any 2012; del mateix llibre la procedència va ser per part de John Holmes: A Life Measured in Inches, i la hiperficció constructiva es va realitzar mitjançant Jill C. Nelson.